# Coptocephala chalybaea
Coptocephala chalybaea é uma espécie de insetos coleópteros polífagos pertencente à família Chrysomelidae.
A autoridade científica da espécie é Germar, tendo sido descrita em 1824.
Trata-se de uma espécie presente no território português.